# Roanoke (Louisiane)
Pour les articles homonymes, voir Roanoke.
Roanoke est une census-designated place de la paroisse de Jefferson Davis, en Louisiane, aux États-Unis. 